# Aurélien Scheidler
Aurélien Scheidler (Saint-Martin-Boulogne, 4 giugno 1998) è un calciatore francese, attaccante dello Charleroi.

## Caratteristiche tecniche
È un centravanti.

## Carriera
Cresciuto nel settore giovanile del Boulogne, nel 2015 ha debuttato con la squadra riserve impegnata nel Championnat de France amateur 2, la quinta serie del calcio francese. Nell'estate del 2016 è stato ceduto in prestito semestrale all'Amiens 2 e nel maggio seguente ha fatto il suo esordio in prima squadra disputando l'incontro di Championnat National vinto 2-0 contro l'AS Béziers, match dove ha segnato entrambe le reti della sua squadra.
Nel luglio 2018 è stato acquistato dall'Orléans, che dopo una prima stagione disputata con le riserve lo ha promosso in prima squadra nell'aprile 2019, offrendogli un contratto professionistico. Ha fatto il suo debutto in Ligue 2 il 2 agosto seguente in occasione dell'incontro perso 1-0 contro il Chambly. Le buone prestazioni fornite nel corso della stagione hanno attirato l'interesse del Digione, che lo ha messo sotto contratto nel gennaio 2020, lasciandolo comunque in prestito al club giallorosso fino al termine della stagione.
Il 22 agosto 2020 ha esordito in Ligue 1 giocando con il Digione l'incontro perso 1-0 contro l'Angers e sei giorni più tardi ha trovato la sua prima rete nella massima divisione francese, segnando il gol del momentaneo vantaggio nel match perso 4-1 contro l'Olympique Lione.
Il 1º settembre 2022 passa a titolo definitivo al Bari. Debutta in maglia biancorossa il 1º ottobre seguente nella partita vinta dal Bari contro il Brescia per 6-2 segnando anche un gol.
Dopo aver collezionato 23 presenze e 3 gol in maglia biancorossa, il 1º settembre 2023 passa in prestito fino al termine della stagione all'FC Andorra, club andorrano militante nella Segunda División spagnola.
Dopo avere totalizzato 32 presenze e 5 gol con la maglia degli andorrani, a fine stagione rientra al Bari ma il 5 agosto 2024 viene girato in prestito al Dender, club neopromosso nella massima serie belga.
Con la maglia del Dender chiude la stagione con 29 presenze e 9 gol. Il 23 maggio 2025 viene interamente riscattato dai belgi con cui firma un contratto fino al 30 giugno 2027.
Il 19 agosto dello stesso anno viene ceduto allo Charleroi,  firmando un contratto valido fino al 2028.

## Statistiche

### Presenze e reti nei club
Statistiche aggiornate al 23 maggio 2025.
| Stagione          | Squadra           | Campionato        | Campionato | Campionato | Coppe nazionali | Coppe nazionali | Coppe nazionali | Coppe continentali | Coppe continentali | Coppe continentali | Altre coppe | Altre coppe | Altre coppe | Totale | Totale |
| Stagione          | Squadra           | Comp              | Pres       | Reti       | Comp            | Pres            | Reti            | Comp               | Pres               | Reti               | Comp        | Pres        | Reti        | Pres   | Reti   |
| ----------------- | ----------------- | ----------------- | ---------- | ---------- | --------------- | --------------- | --------------- | ------------------ | ------------------ | ------------------ | ----------- | ----------- | ----------- | ------ | ------ |
| 2015-2016         | Boulogne 2        | CFA2              | 5          | 2          | -               | -               | -               | -                  | -                  | -                  | -           | -           | -           | 5      | 2      |
| 2016-gen. 2017    | Amiens 2          | CFA2              | 3          | 1          | -               | -               | -               | -                  | -                  | -                  | -           | -           | -           | 3      | 1      |
| gen.-giu. 2017    | Boulogne 2        | CFA2              | 9          | 3          | -               | -               | -               | -                  | -                  | -                  | -           | -           | -           | 9      | 3      |
| 2017-2018         | Boulogne 2        | N3                | 20         | 6          | -               | -               | -               | -                  | -                  | -                  | -           | -           | -           | 20     | 6      |
| Totale Boulogne 2 | Totale Boulogne 2 | Totale Boulogne 2 | 34         | 11         |                 | -               | -               |                    | -                  | -                  |             | -           | -           | 34     | 11     |
| gen.-giu. 2017    | Boulogne          | N                 | 2          | 2          | CF              | 0               | 0               | -                  | -                  | -                  | -           | -           | -           | 2      | 2      |
| 2017-2018         | Boulogne          | N                 | 9          | 0          | CF              | 1               | 0               | -                  | -                  | -                  | -           | -           | -           | 9      | 0      |
| Totale Boulogne   | Totale Boulogne   | Totale Boulogne   | 11         | 0          |                 | 1               | 0               |                    | -                  | -                  |             | -           | -           | 12     | 0      |
| 2018-2019         | Orléans 2         | N3                | 22         | 15         | -               | -               | -               | -                  | -                  | -                  | -           | -           | -           | 22     | 15     |
| 2019-2020         | Orléans           | L2                | 24         | 5          | CF+CdL          | 2+2             | 2+2             | -                  | -                  | -                  | -           | -           | -           | 28     | 9      |
| 2020-gen. 2021    | Digione           | L1                | 10         | 1          | CF              | 0               | 0               | -                  | -                  | -                  | -           | -           | -           | 10     | 1      |
| gen.-giu. 2021    | Nancy             | L2                | 16         | 4          | CF              | -               | -               | -                  | -                  | -                  | -           | -           | -           | 16     | 4      |
| 2021-2022         | Digione           | L2                | 38         | 12         | CF              | 2               | 2               | -                  | -                  | -                  | -           | -           | -           | 40     | 14     |
| Totale Digione    | Totale Digione    | Totale Digione    | 48         | 13         |                 | 2               | 2               |                    | -                  | -                  |             | -           | -           | 50     | 15     |
| 2022-2023         | Bari              | B                 | 19+1       | 3          | CI              | 1               | 0               | -                  | -                  | -                  | -           | -           | -           | 21     | 3      |
| lug.-set. 2023    | Bari              | B                 | 3          | 0          | CI              | 1               | 0               | -                  | -                  | -                  | -           | -           | -           | 4      | 0      |
| Totale Bari       | Totale Bari       | Totale Bari       | 22+1       | 3          |                 | 2               | 0               |                    | -                  | -                  |             | -           | -           | 25     | 3      |
| set. 2023-2024    | FC Andorra        | SD                | 32         | 5          | CR              | 1               | 0               | -                  | -                  | -                  | -           | -           | -           | 33     | 5      |
| 2024-2025         | Dender            | PL                | 21+7       | 6+3        | CB              | 1               | 0               | -                  | -                  | -                  | -           | -           | -           | 14     | 5      |
| Totale carriera   | Totale carriera   | Totale carriera   | 242        | 68         |                 | 11              | 6               |                    | -                  | -                  |             | -           | -           | 253    | 74     |